# 만티네이아 전투 (기원전 418년)
만티네이아 전투(Battle of Mantinea)는 펠로폰네소스 전쟁에서 기원전 418년에 스파르타와 그 동맹국과 아테네, 아르고스와 그 동맹국 사이에서 벌어진 전투이다.

## 배경
기원전 421년에 니키아스 강화조약이 체결되어 펠로폰네소스 전쟁은 종결된 것처럼 보였다. 그러나 이듬해 기원전 420년 아테네, 아르고스, 엘리스, 만티네이아가 동맹을 체결하였고, 다음 해인 기원전 419년 아르고스가 에피다우로스를 침공하자 스파르타와 아테네와 아르고스의 긴장 관계는 높아져 갔다. 기원전 418년, 마침내 스파르타가 움직였다. 스파르타는 동맹국도 합류한 ‘지금까지 그리스 역사상 유례없을 정도의’ 군을 아기스 2세의 지휘 아래에 파병했다. 그들은 유리하게 전투를 진행했지만, 아르고스 측의 제안을 받은 아기스는 독단으로 아르고스와 4개월의 휴전 협정을 맺고 철수했다. 그 후, 아테네(라케스와 니코스트라토스가 이끄는 보병 1000과 기병 300기), 엘리스, 만티네이아에서 지원군을 받은 아르고스는 오르코메노스를 공격해 항복시키고, 테게아를 다음 표적으로 공격을 준비했다. (이때 레푸레온 공격을 주장했다가 받아들여지지 않자 엘리스 군대는 귀국을 해버렸다.) 이 때문에 마음대로 적과 휴전하고, 빤히 아르고스에 오르코메노스를 넘겨준 원인을 만든 아기스는 격렬한 비난에 노출되었다. 스파르타 인은 10만 드라크마의 벌금과 가옥의 철거를 결의하려고 했다. 이때 아기스가 실패와 형벌을 승리로 갈음하겠다고 약속하고 그것을 못하면 어떤 처벌도 받겠다고 호소했다. 그래서 에포로스(행정감독관)들은 형의 적용은 유보시키고, 군사 원정 중에 스파르타 시민 10명의 고문을 그에게 붙여 군사 행동은 그들의 동의가 없으면 할 수 없도록 하는 전례없는 법을 마련하였다.

## 서전
그 후 스파르타에 테게아로부터 구원을 요청 사자가 왔다. 스파르타는 아카디아의 동맹국에 참가를 호소하고, 군대를 동원하여 아기스 2세를 그 총사령관으로 출진하게 했다. 테게아는 라코니아 입구에 위치한 스파르타에게는 중요한 방어 요지였다. 이윽고 아카디아 군이 합류하였고, 스파르타는 코린토스, 보이오티아, 포키스, 로크리스 등의 동맹국에도 참가를 호소했다. 반면 스파르타 군은 위위구조 전략으로 테게아의 북쪽에 위치한 만티네이아 영토를 침공하여, 휩쓸고 다녔다. 스파르타가 참여를 호소했던 코린토스 등의 동맹국은 스파르타의 원군으로 가는 길에 아르고스와 오르코메노스의 영토를 통과해야 하기 때문에 결국 전투에 참가하지 못했다.
스파르타 군의 군사 행동에 맞서 아르고스와 그 동맹군은 적이 있는 곳으로 전진했고, 가파른 언덕 위에 진을 세웠다. 아기스는 그들을 공격을 하려고 했지만 장로 중 한 사람이 “한 번의 과오를 다른 과오로 덮으려는 겁니까?”라며 유리한 지점에 자리 잡은 적들을 치는 무모한 행동을 하지 말라고 충고했다. 그 때문에 아기스는 공격을 취소하고 테게아 영토로 군을 물렸다.
이어 테게아 령에 도착한 아기스는 적을 평지로 유인할 의도를 품었다. 만티네이아 령을 물을 채워 침수시키기 위해 테게아 령에 있는 사란다포타모스 강의 물길을 더 작은 강인 자노비스타스 강으로 돌렸다. 아르고스와 동맹군은 처음에는 갑자기 퇴각한 적의 의도를 알지도 못한 채 적을 향해 전진해 갔다.

## 전투
아르고스와 그 동맹군이 전투 대형을 갖추고 온 반면, 스파르타 군대도 왕의 명령에 따라 전투 대형을 갖췄다. 스파르타 군의 진은 좌익에는 스키리티스(에우로타스 강과 오이누스 계곡 사이의 산악 지대 주민) 부대 700명, 트라키아 원정에서 브라시다스 휘하에 있던 숙련병과 브라시다스와 함께 싸워(브라시다스 자신은 암피폴리스 전투에서 전사했지만) 시민으로 격상된 구 헤일로타이 부대 스파르타의 본대 약 3500명, 아카디아의 헤라이아 군과 마이나로스 군을 배치하고, 그리고 우익은 당사자인 테게아 군과 왕 자신이 이끄는 소수의 스파르타 군인이 차지하였으며, 양 날개에는 기병이 배치되었다.
한편 아르고스와 그 동맹군은 우익에는 만티네이아 군과 아르고스의 동맹군 아르고스의 정병 1000명, 기타 아르고스 군, 크레오나이와 오르네아이 군을 배치하고, 가장 좌익은 아테네 군이 차지했다. 투키디데스가 이 전투에 참가한 양군의 병력은 각 나라의 병력 과장과 스파르타의 비밀주의 때문에 정확히 알 수가 없다고 말했지만, 숫자로는 스파르타 측이 우세했다는 것을 확실히 말하고 있다. 이치카와 사다하루는 스파르타 군의 총 병력 15,000명, 아르고스와 그 동맹군의 총 병력을 12,000명 또는 14,000명으로 추정하고 있다.
이 전투에서 아기스는 다음과 같은 전략을 채택했다. 팔랑크스는 오른쪽으로 움직이는 성질이 있기 때문에 양군이 충돌하면 저절로 양군의 우익은 적의 좌익 왼쪽으로 돌아 들어갈 것이라고 그는 예상했다. (그리고 사실 그렇게 되었다.) 그래서 그는 아군이 적에게 포위되지 말라고 스키리티스 부대와 구 헤일로타이 부대에게 싸울 때 현재의 위치에서 이동하여 전열을 펼쳐 만티네이아 군과 같은 길이의 전열을 짜게 명하였고, 게다가 우익에 있던 부대장 히포노이다스와 아리스토클레스에게 각 부대를 좌익으로 향하게 명령했다. 그러나 이 두 사람의 대장은 공격 직전에 나온 이 명령에 따르지 않았기 때문에 아기스 전략은 빗나가고 말았다.
스키리티스 부대와 구 헤일로타이 부대는 만티네이아 군의 강력한 공세에 흩어졌다. 만티네이아 군과 아르고스의 정예 부대는 스키리티스 부대와 구 헤일로타이 부대와 스파르타 군 본대의 틈새에 돌입하여, 스파르타 군 본대를 측면에서 공격하였고, 금세 스파르타 군은 열세에 처하게 되었다. 한편 정면에서 스파르타 군은 전투를 유리하게 진행했다. 그리고 이때 스파르타와 테게아 우익은 아테네 군을 바로 옆에서 포위하려고 했지만, 아기스는 좌익의 고전을 알아채고 전군에게 구원을 보내도록 명령했기 때문에 아테네 군은 겨우 위기를 벗어나 전장에서 탈주할 수 있었다. 한편, 적의 전군이 그들에게 오는 것을 본 만티네이아 군과 아르고스의 정예 부대도 후퇴로 돌아 섰다. 스파르타 군은 적을 깊숙이 추적하지 않았다.

## 결과 및 영향
이 전투에서 아르고스와 그 동맹국은 아르고스, 오르네아이, 크레오나이에서 700명, 만티네이아가 200명, 아테네와 아이기나에서 200명, 총 1,100명을 잃었다. 무엇보다 아테네는 라케스와 니코스트라토스 두 장군을 잃었다. 대 스파르타 측의 전사자는 약 300명이었다.
그해 겨울, 스파르타는 아르고스와 아르고스의 포로 반환, 에피다우로스로 철수, 그리고 아르고스는 엘리스와 아테네와 동맹을 파기하고, 스파르타의 편을 들 것을 조건으로 정전 협정을 맺었다. 그리고 무엇보다 이 승리로 스파르타 인은 스파크테리아 섬에서의 패배(스파크테리아 전투) 이후 상처 입은 명성을 회복했다.

## 참고 문헌
- 디오도로스 시켈로스, 《비블리오테카 히스토리카》, 영어 번역
- 투키디데스, 《펠로폰네소스 전쟁사》
- 市川定春, 『古代ギリシア人の戦争　会戦辞典　800BC-200BC』, 新紀元社, 2003년